# Rosario Soto
Rosario Soto (* 7. Januar 2000 in Cipolletti) ist eine argentinische Handballspielerin, die insbesondere in der Variante Beachhandball erfolgreich ist.

## Werdegang
Rosario Soto spielt auf der Position der Torhüterin für Estudiantes de La Plata.
Soto gehörte zunächst der Juniorennationalmannschaft Argentiniens im Beachhandball an. Mit dieser nahm sie an den erstmals ausgetragenen Panamerikanischen Beachhandball-Juniorenmeisterschaften 2017 (U 17) teil und gewann mit ihrer Mannschaft den Titel. Es war zugleich die Qualifikation für die Beachhandball-Juniorenweltmeisterschaften 2017 in Flic-en-Flac auf Mauritius. Mit ihrer Mannschaft schlug sie dort in der Vorrunde Paraguay und Kroatien, unterlag jedoch Ungarn. In der Hauptrunde schlug Argentinien Taiwan, unterlag dann den Niederlanden. Als Hauptrundendritte zog sie mit Argentinien in die Viertelfinals ein, wo zunächst China besiegt wurde. Im Halbfinale unterlag man erneut den Niederlanden, im Spiel um den dritten Rang gelang ein Sieg über Portugal und damit der Gewinn der Bronzemedaille. Ein Jahr später waren die Olympischen Jugend-Sommerspiele 2018 in ihrer Heimat Buenos Aires der Saisonhöhepunkt. Beachhandball ersetzte erstmals Hallenhandball und war erstmals überhaupt olympisch. Soto war als einzige nominelle Torhüterin Argentiniens nominiert worden. In der Vorrunde schlug man die Mannschaften aus der Türkei, aus Paraguay, Venezuela und Hongkong. Einzig das letzte Gruppenspiel, erneut gegen die Niederlande, ging verloren. Mit 33 % gehaltenen Würfen gegen Paraguay und Venezuela und 31 % gegen die Türkei hatte Soto einen nennenswerten Anteil an der guten Leistung Argentiniens. Waren die Spiele in der Vorrunde immer eindeutige Angelegenheiten, wurden sie in der Hauptrunde enger, alle drei Spiele gingen ins Shootout. Nachdem man Kroatien geschlagen hatte, unterlag man dem Team aus Ungarn und gewann danach denkbar knapp gegen Taiwan. Als drittplatziertes Team der Hauptrunde traf man auf einen der beiden Angstgegner Ungarn. Obwohl die Ungarinnen in der Addition sogar einen Punkt mehr erzielt hatten, gewannen die Argentinierinnen ein hart umkämpftes Spiel glücklich im Shootout. Im Finale trafen die Argentinierinnen erneut auf Kroatien und besiegten diese mit 2-0 Sätzen. Soto gewann somit mit Argentinien die erste olympische Goldmedaille im Beachhandball.
Anders als der Großteil ihrer Kolleginnen aus der Juniorennationalmannschaft rückte Soto 2019 nicht sogleich in die Beachhandball-A-Nationalmannschaft Argentiniens auf. Als einzige Spielerin des olympischen Goldteams gehörte sie nicht einmal dem 20 Spielerinnen umfassenden Kader im Vorfeld der Mittel- und Südamerikameisterschaften im Beachhandball 2019 in Maricá in Brasilien und der World Beach Games 2019 in Doha, Kataran, da diese Spielerinnenposition schon stark besetzt war. Ihre erste Berufung in die A-Nationalmannschaft erhielt sie für das Frühlingsturnier des Vereins VILO Handball im November 2019 in Vicente López, bei dem die argentinische Nationalmannschaft mit einem A- und einem B-Team antrat.

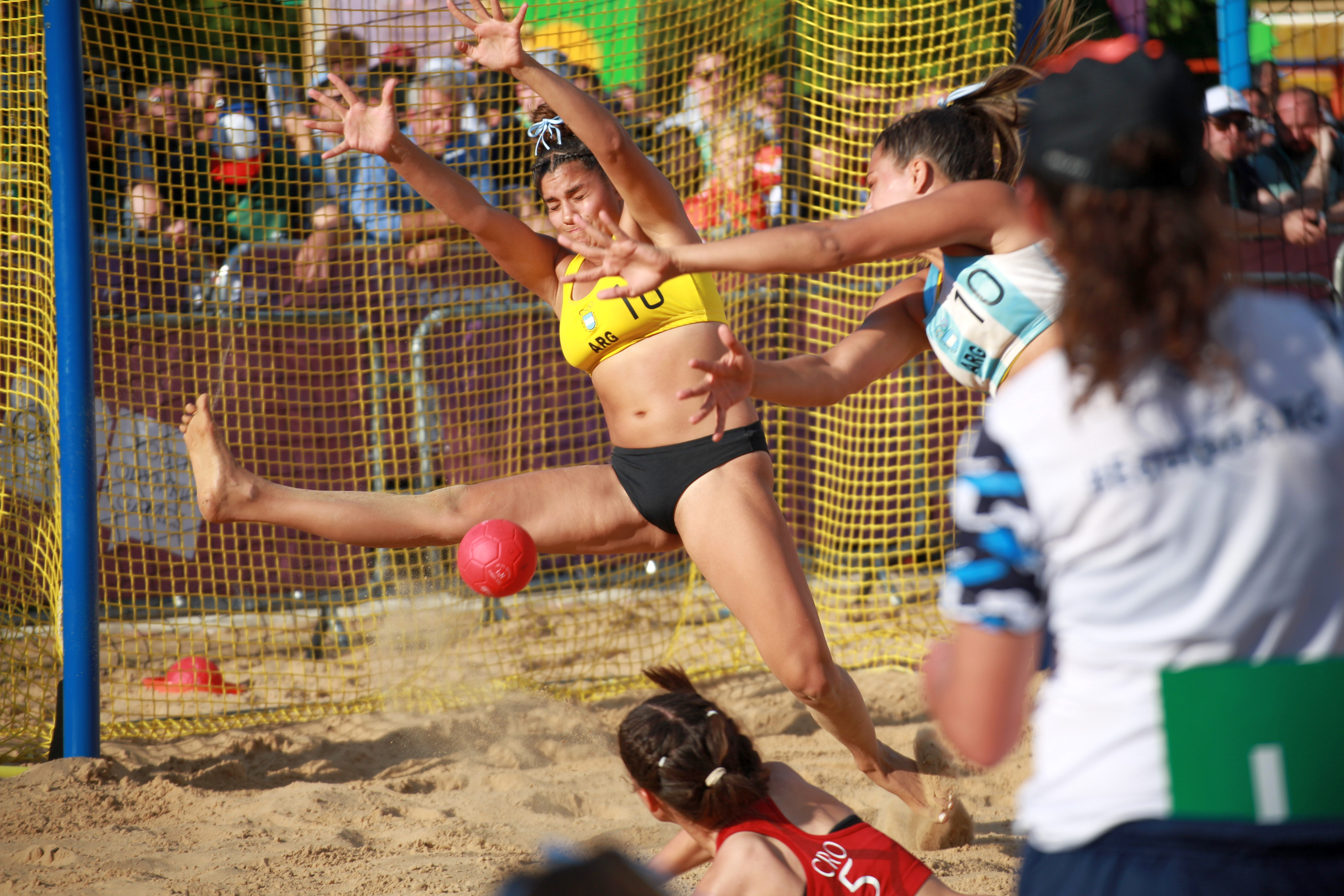
Soto kann den Ball von Rea Banić im Finale der Olympischen Jugendspiele nicht abwehren; mit der Zehn Argentiniens Zoe Turnes, im Vordergrund die argentinische Trainerin Leticia Brunati.

Im Februar 2019 gewann Soto mit ihrer Mannschaft ACHA de Mar del Plata, zu der auch alle übrigen Goldmedaillengewinnerinnen der Olympischen Jugendspiele, Gisella Bonomi, Caterina Benedetti, Carolina Ponce, Fiorella Corimberto, Lucila Balsas, Belén Aizen, Zoe Turnes und Jimena Riadigos gehörten, den Titel bei der erstmals ausgetragenen argentinischen Beachhandball-Sommertour. Trainiert wurden sie von ihrer Trainerin in den argentinischen U-Nationalmannschaften Leticia Brunati. Gemeinsam mit ihren Nationalmannschaftskolleginnen Agustina Mamet, María Florencia Allende, Benedetti, Balsas, Turnes sowie den Schwestern Fiorella und Micaela Corimberto gewann sie im Januar 2020 den IFES Fly Summer Cup in Montevideo.

## Erfolge
Panamerikanische Beachhandball-Juniorenmeisterschaften
- 2017: Gold

Beachhandball-Juniorenweltmeisterschaften
- 2017: Bronze

Olympische Jugendspiele
- 2018: Gold

Argentinische Beachhandball-Sommertour
- 2019: Sieger

IFES Fly Summer Cup
- 2019: Sieger